# 第10號小提琴奏鳴曲 (貝多芬)

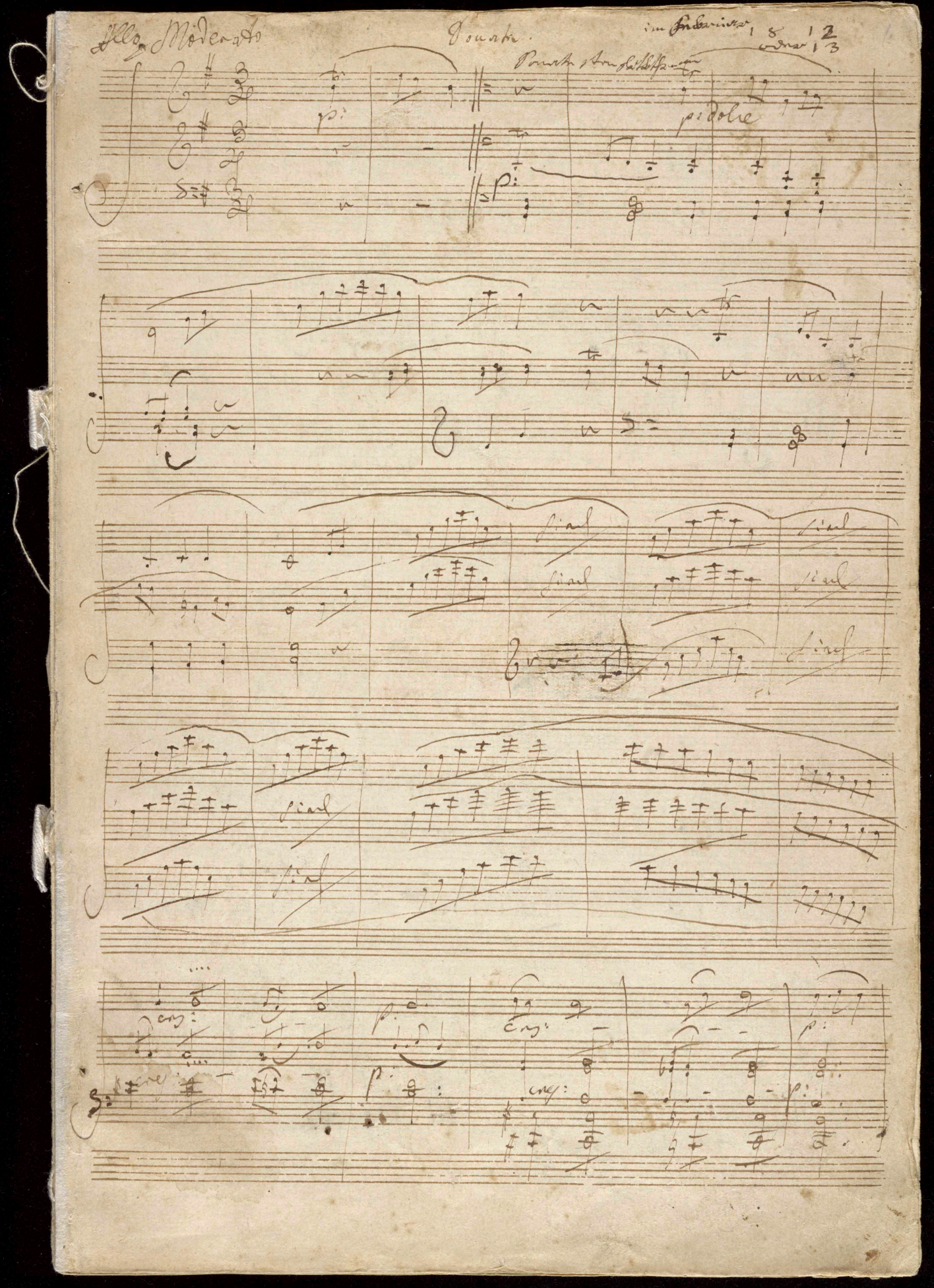
贝多芬手稿，第 1 页

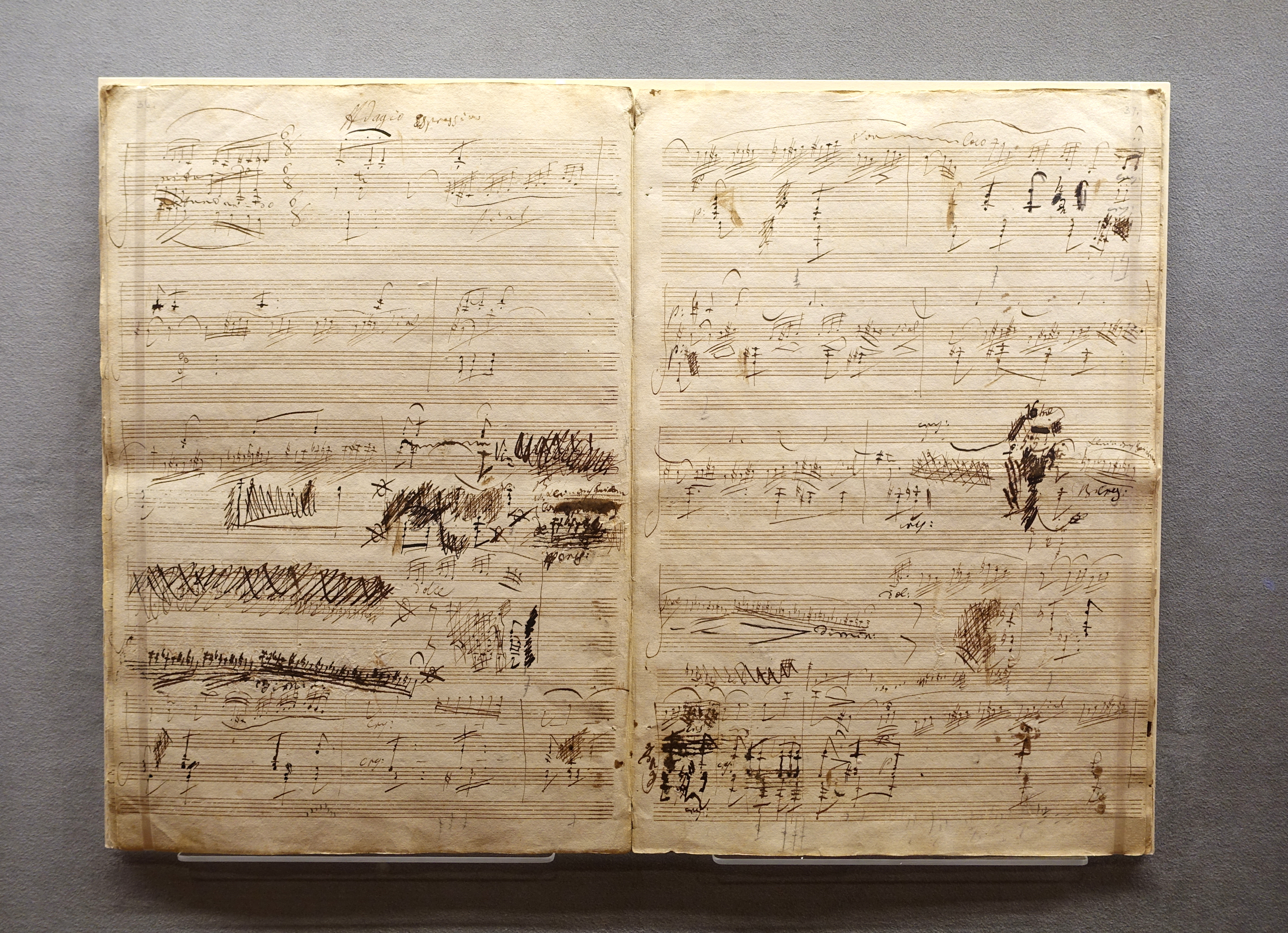
1815 年第 10 号小提琴奏鸣曲，音乐签名

G大调第10號小提琴奏鳴曲，作品96，是路德維希·范·貝多芬於1812年創作的四樂章奏鳴曲，編制為小提琴與鋼琴，於1816年出版。此曲題獻给贝多芬的学生奥地利的鲁道夫，他与小提琴家皮埃尔·罗德(Pierre Rode)一起首演。值得一提的是，與其他九首奏鳴曲不同，第10號是唯一不是寫於創作前期的一首。

## 分析
此曲共有四個樂章：
1. 中庸的快板(Allegro moderato)
2. 富有表情的慢板(Adagio espressivo)
3. 詼諧曲：快板－中段(Scherzo: Allegro - Trio)
4. 稍快的稍快板(Poco allegretto)

演出全長約25至30分鐘。
最后一個乐章是按照皮埃尔·罗德的风格写成的。在完成这部作品前不久，贝多芬写信给奧地利的鲁道夫：“……我在最后乐章中并不想僅僅为了嚴守時間而顯得匆忙，主要因为在作曲时，我必須考虑到罗德的演奏方式。我们喜欢以較快速而响亮的段落作為結尾，但这并不令 R （指羅德）高兴，而且－－这在某种程度上阻碍了我。” 最後，終樂章由七段变奏加上一段欢快的简短尾奏所組成。
此曲被描述为貝多芬最令人愉快的小提琴奏鸣曲，具有“平静、飄逸的美感”和“对演奏者的探索性考验。从第一个颤音开始，一切都必须準確無誤” 。

## 錄音推薦
- Kempff, Wilhelm. Schneiderhan, Wolfgang.  (CD). The Originals. Deutsche Grammophon. Barcode 028946360521.（德文）（英文）